# Daniel Jiménez López
Daniel 'Dani' Jiménez López (nascut el 5 de març de 1990) és un futbolista professional andalús que juga com a porter a la SD Huesca.

## Carrera de club
Nascut a Lebrija, Andalusia, Jiménez va acabar la seva carrera juvenil amb el Sevilla FC, debutant amb l'equip C la temporada 2009-10, a Tercera Divisió. El mateix any, també va jugar amb el filial de la Segona Divisió B.
Jiménez va signar un contracte amb el club de Segona Divisió CD Mirandés el 10 d'agost de 2012. Va jugar el seu primer partit com a professional el 8 de juny de 2013, començant com a titular, en una victòria a casa per 2-1 contra l'Sporting de Gijón.
El 21 de juliol de 2014, Jiménez es va incorporar a la SD Osca de segona divisió B. L'estiu següent, va tornar a la segona divisió amb l'AD Alcorcón.
Titular indiscutible de l'Alkor, Jiménez va jugar tots els minuts de lliga de la campanya 2020-21, i el 16 de setembre de 2021 va renovar el seu contracte fins al 2024. El 31 de gener següent, però, va cancel·lar el seu vincle, i va signar un contracte de dos anys i mig amb el CD Leganés de segona divisió poques hores després.